# École centrale de Pékin
L'École centrale de Pékin, créée le 12 avril 2005, a ouvert ses portes en septembre 2005. Il s'agit de l'École sino-française d'ingénieurs de l'Université de Beihang. L'École se fonde sur le modèle du groupe des Écoles centrales en France. Elle délivre un titre d’ingénieur français européen (reconnu par la Cti et labellisé EUR-ACE®) et un double diplôme avec le master de l’université de Beihang.

## Description
L’École Centrale de Pékin a été fondée conjointement par l’Université de Beihang et le groupe des Écoles centrales françaises. Il s'agit d'un projet de coopération franco-chinoise en matière d’enseignement supérieur. En France, il bénéficie du soutien des Ministères de l’Éducation nationale, des Affaires étrangères, de l’Industrie, et de l’Ambassade de France en Chine située à Pékin.
L’Université de Beihang est l’une des plus grandes universités chinoises et l’une des plus cotées notamment dans les secteurs de l’aéronautique et de l’astronautique. Elle comporte actuellement 39 instituts internes - dont l’école d’ingénieur Centrale Pékin. En tant qu’institut de l’Université, l’école est une entité chinoise non dotée de personnalité juridique. Pour autant elle reste autonome dans la définition de ses programmes d'enseignement comme de ses objectifs pédagogiques.
Centrale Pékin a, dès son ouverture, signé des partenariats avec le monde des entreprises (onze entreprises françaises et une chinoise) : Alstom, Arcelor Mittal, EADS, EDF, Ernst & Young, Orange, PSA, Safran, Schlumberger, Société Générale, Total mais aussi le chinois COMAC (aéronautique), sont engagées à ses côtés en tant que « partenaires fondateurs ». Ils contribuent ainsi à la définition de sa stratégie et au développement de ses activités. En plus d’un soutien financier, la collaboration se traduit par l’attribution de stages, la recommandation de cours, l’incitation à la coopération scientifique, l’accompagnement à la formation professionnelle ou encore la promotion de l’image et les relations publiques.
L'École Centrale Pékin a été inaugurée en septembre 2005, par Hervé Biausser, directeur de l'École centrale Paris et représentant le groupe des Écoles centrales. Elle a notamment été visitée par François Fillon, Luc Chatel, Jean-Pierre Raffarin et Valérie Pécresse.
Elle recrute une centaine d'étudiants par an parmi les meilleurs du système éducatif chinois. Depuis 2015, l'école recrute aussi une dizaine d'étudiants français par an, issus des grands lycées de France enseignant le chinois, et organise des échanges avec des élèves d'écoles préparatoires ,,, (épisode Covid exclu).
Le groupe des Écoles centrales et l'Université Beihang ont diplômé la première promotion de 73 étudiants, le 7 janvier 2012 au palais du peuple, place Tian An Men. Le docteur Nicole Bru - dont la fondation a apporté un soutien financier essentiel a la création de l'école - en a été la marraine. Désormais, chaque année, 110 étudiants environ intègrent l’école en 1ère année du programme de Bachelor et 70 à 80 d’entre eux reçoivent le titre d’ingénieur diplômé de l’école.

## Cursus
Les élèves chinois sont recrutés après le Gaokao (高考), équivalent du baccalauréat français. Le niveau de réussite au Gaokao nécessaire pour intégrer l'ECPk est extrêmement difficile à atteindre (aussi élevé que celui des deux meilleures universités chinoises en termes de score au Gaokao. Les lycéens admis à l’Université de Beihang sont parmi les meilleurs 0,3 % de leur région).
Les élèves français sont recrutés quant à eux après le baccalauréat, sur des critères de science et de langue, ainsi que d'autonomie pour la vie à l'étranger.
La formation s'effectue principalement en français, en 6 ans. Les élèves de l’école préparent un programme de Bachelor (4 ans) et de Master (2 ans) de l’Université Beihang adaptés à la formation d’ingénieur « à la française », avec un programme pédagogique spécifique conçu exclusivement pour les élèves de l’École Centrale de Pékin.
Les 3 années du "cycle préparatoire" correspondent a une année de mise à niveau (langue et sciences) et 2 années équivalentes au programme des classes préparatoires françaises. Il repose sur les 4 piliers de la langue, des mathématiques, des sciences physiques, et des sciences industrielles. Dans la dernière année du premier cycle, en Bachelor, les étudiants peuvent choisir parmi 4 filières : 
- Mathématiques générales et appliquées
- Informatique et science de l'information
- Physique appliquée
- Génie mécanique

Les 3 années du "cycle ingénieur" commencent avec la 4ème année du Bachelor et est complétée par les 2 années de Master. Son cursus est conçu autour d’un tronc commun sur les semestres S7, S8 et S9 auquel s’ajoutent des cours optionnels proposés dans chacune des mentions de Master aux S10 et S11. Depuis la rentrée 2021, les options se déclinent en 3 spécialités : 
- Ingénierie des systèmes
- Électronique et Informatique
- Mécanique

Les formations Ingénieur/Master se distinguent essentiellement par le stage de fin d’études pour la partie ingénieur et par la préparation d’une thèse pour la partie Master. Pour obtenir le diplôme d’ingénieurs, les élèves doivent nécessairement valider la formation d’ingénieur ainsi que la thèse de Master.
Sur les 4 dernières années d’étude 3 stages en entreprise obligatoires sont programmés (4+12+24 semaines). Au delà des stages, les élèves sont mis en relation avec le monde socio-économique via 2 grands projets réalisés lors de la scolarité, encadrés par les enseignants de l’école. Le premier est réalisé en dernière année de Bachelor (soit en 1ère année du cycle ingénieur). Le second est le Projet d’Innovation Collaborative (PIC) qui se déroule tout au long de la 2ème année du cycle ingénieur,.
Des programmes d'échanges spécifiques (tant centraliens français venant en Chine que des centraliens chinois partant en France) sont formalisés.